# Carini
Carini è un comune italiano di 40 710 abitanti della città metropolitana di Palermo in Sicilia.
È la terza città più popolata della città metropolitana di Palermo, dopo il capoluogo e Bagheria e il ventiquattresimo della Sicilia. Si estende per circa 76,50 km² e dista dal capoluogo circa 26 km. Confina a nordest con il comune di Capaci, ad est con il comune di Torretta, a sudest con il comune di Monreale, a sud con il comune di Montelepre e il comune di Giardinello, a sudovest con il comune di Partinico, ad ovest con il comune di Terrasini ed a nordovest con il comune di Cinisi, mentre il versante nord è bagnato dal golfo di Carini.
Il titolo di città è stato concesso con decreto del presidente della Repubblica Oscar Luigi Scalfaro il 20 gennaio 1998.

## Geografia fisica
Il territorio, prevalentemente pianeggiante, è delimitato dai monti Pecoraro, Montagna Longa, Cerasia, Saraceno, Tre Pizzi e Colubrino, mentre il centro storico è costruito sulla collina che sovrasta il territorio.
Idrograficamente una vasta rete di valloni secondari permette alle acque piovane e di sorgente di raggiungere il mare attraverso tre valloni principali: V.ne del Ponte, V.ne delle Grazie, V.ne della Noce (oggi completamente interrato). Il confine meridionale è attraversato in più punti dal fiume Nocella, che si snoda all'interno e all'esterno del territorio comunale; analogo corso segue il torrente Ciachea sul confine est.

## Storia
Il toponimo Carini deriva da Hyccara (Ύκκαρα in greco antico), nome originario della città.
La fertilità delle terre di Carini e la sua conformazione territoriale hanno permesso la presenza dell'uomo, sin dalla Preistoria. La città vanta una storia ultra-millenaria documentata da citazioni in opere e molteplici ritrovamenti.
Il primo insediamento nel territorio sarebbe stato verosimilmente ad opera dei Sicani in un tratto di costa ad occidente di Palermo, che si estendeva nelle attuali zone della Chiusa Carrubba, Piraineto e Carbulangeli. Secondo Tucidide, Hyccara raggiunse il suo massimo splendore nella seconda metà del V secolo a.C. Divenuta un importante emporio marittimo, fu molto frequentata dai Fenici che vi portarono numerosi prodotti e metalli sconosciuti in Sicilia. Scoppiata la guerra tra Atene e Siracusa, gli Ateniesi vennero in Sicilia chiamati da Segesta e Selinunte, nemiche di Siracusa. Nel 415 a.C. Nicia, al comando di 5.000 guerrieri Ateniesi, assalì e distrusse Hyccara. I suoi abitanti furono fatti schiavi e venduti al mercato di Catania, e tra questi la fanciulla Laide, che in seguito sarebbe divenuta una celebre etèra a Corinto.
Gli iccarini scampati all'eccidio e alla schiavitù, per ragioni di sicurezza edificarono la seconda Hyccara (chiamandola Iccara) lontano dal mare vicino alla montagna, fra i boschi, nella località oggi chiamata San Nicola, intorno al 370 a.C. Il territorio fu anche colonizzato e abitato da numerosi Cartaginesi, attratti dalla fertilità del suolo, a protezione del quale costruirono il cosiddetto Muro di Carini. La pratica dell'agricoltura e del commercio portò presto ricchezza a questa città, dove sorsero case sontuose, molte delle quali con pavimento a mosaico, di cui rimangono ancora oggi testimonianze. Sotto il dominio romano, dopo la sconfitta dei Cartaginesi (264 a.C.), seguì un lungo periodo di pace, nel corso del quale fiorì in particolare l'agricoltura. Il primo importante evento, citato dagli storici di Roma, è il soggiorno dell'imperatore Antonino Pio, ricordato da Plinio. Durante la persecuzione del Cristianesimo, molti abitanti pagarono il prezzo della loro fede, come attestano le numerose catacombe paleocristiane, site nell'area dove oggi sorge la frazione di Villagrazia. Sempre in quel periodo fu sede vescovile, come testimoniano alcune lettere di Papa Gregorio Magno indirizzate ai suoi vescovi.
Tra l'VIII ed il IX secolo d.C. Iccara subì numerose incursioni saracene fino a quando venne definitivamente conquistata dagli Arabi insieme a tutta la Sicilia Occidentale.
Con la conquista normanna, nel 1072, il conte Ruggero assegnò la baronia di Carini a Rodolfo Bonello che fece edificare alla fine del sec. XI una fortezza che dominava il territorio. Lo stesso viaggiatore arabo Idrisi testimonia nel 1154 l'esistenza di questa costruzione. Sotto la dominazione sveva la borghesia dell'Università di Carini ebbe quattro rappresentanti, a testimonianza dell'importanza che questa cittadina andava acquisendo. Nel periodo angioino la signoria della città fu affidata a Palmerio Abbate, la cui famiglia rimase al potere fino al regno di Martino I. Nel 1397 si infeudò il catalano Umbertino La Grua, il cui titolo venne ereditato dalla figlia Ilaria, che andò in sposa a Gilberto Talamanca. Nacque in questo modo la dinastia Talamanca-La Grua che mantenne la baronia di Carini fino al XIX secolo. L'inizio del XV secolo segnò un periodo di risveglio e di benessere per tutto il territorio. Sorsero molte costruzioni attorno al castello e ville nelle aree limitrofe. Fiorì l'architettura laica ed ecclesiastica, mentre venne lentamente configurandosi un ceto borghese, grazie alla concessione di numerose enfiteusi e allo sviluppo dell'attività commerciale. L'agricoltura si arricchì di oliveti, agrumeti e di colture particolari, come quella della cannamele. Molti titolati della Palermo vicereale vennero a villeggiare nel territorio.
Nacque così, fra le altre, la borgata di Villagrazia. L'architettura del castello si accrebbe di numerosi interventi nelle varie fasi di ampliamento e trasformazione. Il legame dei La Grua con Carini cominciò ad allentarsi alla fine del '700; poi, l'abolizione del feudalesimo (1812) e il trasferimento di Antonio Francesco La Grua a Parigi (1839), fecero sì che agli antichi signori rimanesse soltanto la proprietà del Castello. Liberatosi della baronia, il Comune di Carini ebbe presto uno sviluppo nel campo della pubblica istruzione e della cultura, attrezzandosi, fra l'altro, di biblioteca e teatro. Al tempo stesso, l'incalzare degli eventi del nostro Risorgimento trovò in questa città terreno fertile e sorprendente partecipazione. Fu così che da Carini, il 4 aprile 1860, partirono ben 400 uomini alla volta di Palermo. Dopo l'unità d'Italia, la storia di Carini è quella del frazionamento delle terre, soprattutto agrumeti e vigneti, ma anche quella che porta ai grandi flussi migratori. L'ultimo Ottocento è tuttavia caratterizzato da una consistente regolarizzazione dell'impianto urbano, accompagnato dalla costruzione di bei palazzi e di fontane. La seconda metà del Novecento è invece l'era dell'industrializzazione che ha, come conseguenza, un consistente calo dell'attività agricola.

## Monumenti e luoghi di interesse

### Architetture religiose

#### Chiesa Madre di Carini
La chiesa madre dedicata originariamente al SS. Sacramento, è oggi intitolata a Maria SS. Assunta. Venne eretta alla fine del XV sec., incamerando l'Oratorio della Compagnia del Santissimo Sacramento e la cappella di S. Sebastiano. Diviene parrocchia nel 1523. La sua imponente struttura a croce latina è divisa in tre navate da 12 colonne in pietra di “Billiemi”, conserva un numero straordinario di opere di alcuni fra i protagonisti dell'arte siciliana fra XVI e XVIII secolo, come una preziosa acquasantiera di marmo bianco finissimo con raffigurate le torri del castello, simbolo della città, di scuola gaginiana, datata 1496; un tabernacolo in marmo, anch'esso di scuola gaginiana, dove è raffigurato l'“Ecce Homo” con i simboli della passione e due angeli oranti. Si ammirano la grande tela dell'“Adorazione dei Pastori” datata 1575, del toscano Alessandro Allori (1535-1607) allievo del Bronzino; una lavagna dello Zoppo di Ganci (1570-1633), raffigurante il Crocifisso tra S. Francesco e S. Onofrio. Di autore ignoto è invece il prezioso crocifisso ligneo (sec. XVI) circondato da un grande reliquiario della Croce dei Santi Martiri. Ad epoche più recenti si riferiscono due grandi tele di Vito D'Anna (1718-1769), il grande maestro del ‘700 siciliano, raffiguranti, rispettivamente, l'“Addolorata” e la “Veronica”.
Dei migliori allievi di Vito D'Anna sono altre importanti opere della Chiesa Madre; fra queste, gli affreschi (1795) della navata centrale, di Giuseppe Testa (1759-1815) e la tela raffigurante lo "Sposalizio della Vergine" di Antonio Manno (1739-1810). Dello stesso è la tela dell'Assunzione, collocata sull'altare maggiore. Il campanile rifatto negli anni trenta aveva originariamente quattro pannelli in maioliche, raffiguranti: san Vito, l'Assunta, santa Rosalia e il SS. Crocifisso, datati 1715 e firmati da Ignazio Milone, che oggi si trovano sul lato esterno nord della chiesa.
Adiacente alla chiesa si trova l'oratorio del S. Sacramento.
Si tratta di un vero trionfo di stucchi attribuibili alla scuola di Giacomo Serpotta (1652-1732). All'ingresso troviamo un vero e proprio gioiello di pittura tardo-cinquecentesca di autore ignoto, raffigurante la Madonna del Monserrato. Nell'altare dell'oratorio domina una grande tela dell'“Ultima Cena” attribuita a Pietro D'Asaro (1579-1647), detto il monocolo di Racalmuto. Nella volta il grande affresco del Trionfo della Fede.

#### Chiesa degli Agonizzanti
Eretta nel XVII secolo è un classico esempio di barocco. Un ricchissimo scenario di
stucchi, con un movimento di putti di scuola serpottiana, avvolge il visitatore, mentre, su una quota più bassa, due “Teatrini” a rilievo a tutto tondo propongono quadri di agonizzanti. Lungo le due pareti laterali, il dorato degli stucchi è intervallato da affreschi raffiguranti momenti diversi della vita della Madonna, attribuiti a Filippo Tancredi (1655-1722) e in parte a Filippo Randazzo (1692-1742). Nella volta sovrasta il grande affresco dell'“Incoronazione della Vergine”. Altri dipinti su tela di bella fattura accrescono la godibilità dell'insieme, mentre il punto di fuga è costituito da una bellissima tela raffigurante la “Madonna degli Agonizzanti”, che si ricollega bene a quella cultura fiamminga operante in Sicilia nella prima metà del XVII sec. La chiesa probabilmente venne ultimata nel 1707 come riporta una lapide resecata collocata nel transetto.

#### Altre chiese
La chiesa del Rosario, con l'annesso convento dei Padri Domenicani, costituisce un grande complesso architettonico, con al centro un atrio. Pur essendo stata spogliata nel tempo delle sue opere migliori nella chiesa rimane un prezioso bassorilievo in marmo raffigurante la Madonna con Bambino, capolavoro di scuola gaginiana e la copia su tela della “Madonna del Rosario” di Vincenzo da Pavia.
Di pochi anni dopo sono, del resto, la chiesa e il Convento del Carmine (1566-1571), di cui si ammira un bellissimo chiostro con al centro una fontana. L'interno della chiesa è corredato di affreschi e tela di pregevole fattura e di una statua lignea dorata di Sant'Anna con la Madonna del XVII sec. Numerose le tele seicentesche. L'abside è arricchita da affreschi monocromatici raffiguranti prelati.
Il terzo monumentale complesso con grande chiostro all'interno è quello della chiesa di San Vincenzo, collegato con il Convento delle Suore Domenicane (fine XVI sec.); oggi spogliata di molte opere d'arte. Dell'intensa operosità conventuale rimane oggi in Carini, come unica testimonianza, quella delle Suore del Collegio di Maria (XVIII sec.) La chiesa di Santa Caterina, annessa al collegio, è ricca di affreschi di Giuseppe Testa, mentre fra le tele si ammira quella di Santa Caterina, opera di Antonio Manno (1733-1810). Testimonianze d'arte più antiche, si trovano, nelle altre chiese minori. All'inizio del '900 Carini contava ben 20 chiese, fra queste, la chiesa di San Giuliano, detta oggi delle Anime Sante del Purgatorio (dedicata a S. Antonio eremita), fu matrice fino al 1450. Nonostante oggi sia in precarie condizioni, questa chiesetta ebbe un momento di rinnovato splendore nel ‘700, quando si sovrapposero all'antico numerose tele, opere di artisti operanti nel territorio, soprattutto della scuola dei Manno.
Nella chiesa di San Giuseppe si ammira invece una statua lignea del Santo col Bambino del Bagnasco, mentre nella chiesa di Sant'Antonio (XVII sec.), successivamente dedicata a San Rocco, si apprezza un piccolo atrio dei Padri Conventuali. Alcuni ordini religiosi si avvicendarono nel passato, nella chiesa di San Lorenzo con annesso il convento, oggi trasformato in ospedale, probabilmente la più antica del territorio (XI sec.)
La struttura attuale è del 1610, quando i Padri Mercedari, trasferendosi dall'Eremo della Maddalena, vi fissarono la loro stazione. Fu Domenico Jannello ad ottenere una struttura che ampliata divenne l'attuale chiesa, per la quale Ottavio La Grua fece donazione. Nel 1660 la chiesa venne benedetta e consacrata. All'interno troviamo opere del XVIII sec. In sacrestia è custodito un bellissimo Bambinello in legno e tele del XVII sec.
Il complesso Villa Belvedere oggi sede del Centro di attività francescane “Padre M. M. Kolbe” dotato fra l'altro di un grande anfiteatro all'aperto e di un auditorium, fu una stazione della via consolare Palermo-Trapani in epoca romana. In epoca normanna divenne villa reale arricchita da fontane, chioschi, boschetti e grotte artificiali. La struttura attuale risale al XVI secolo e si compone di tre plessi: Il castello(oggi deturpato da una costruzione moderna ad esso adiacente), la foresteria e la scuderia.

### Architetture militari

#### Castello di Carini

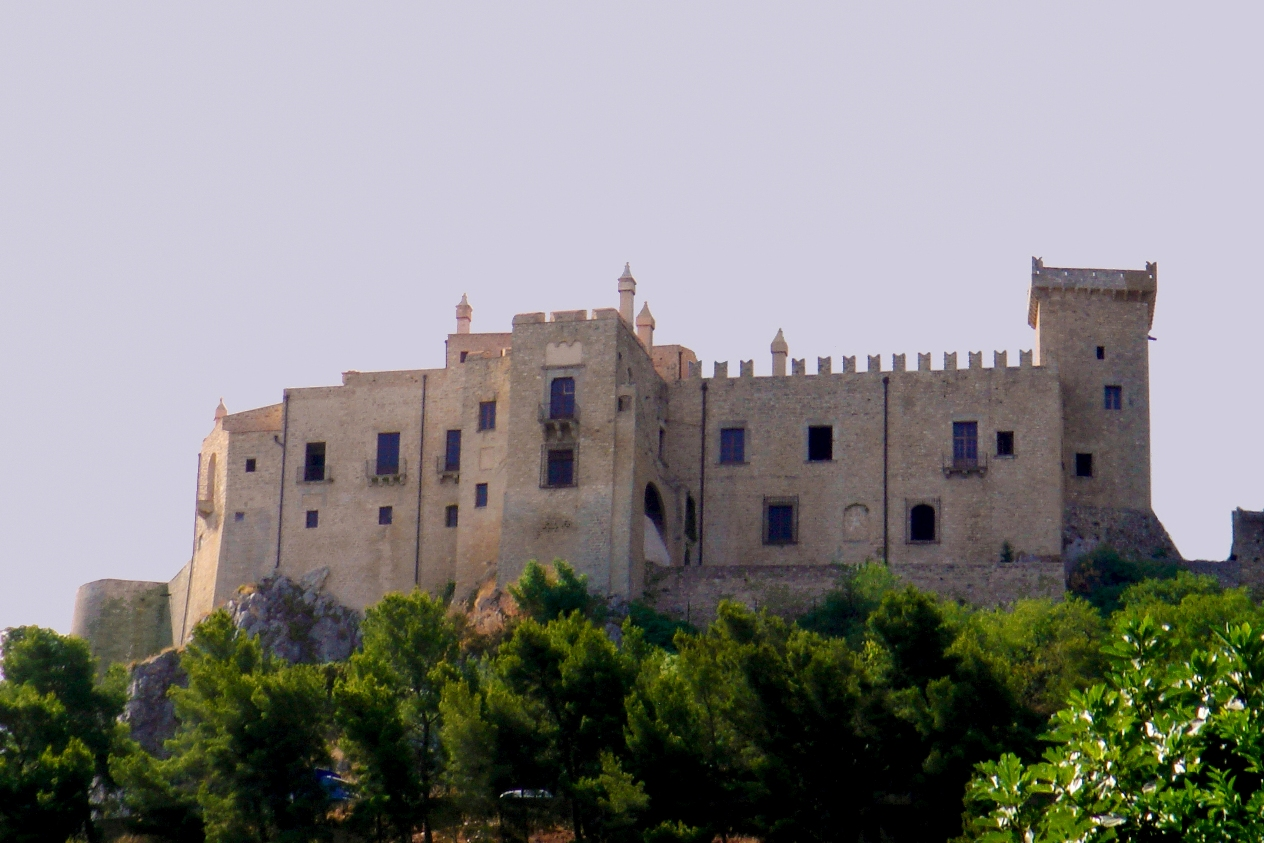
Castello di Carini

L'edificio viene eretto tra la fine dell'XI e l'inizio del XII secolo, ad opera del primo feudatario normanno Rodolfo Bonello, guerriero al seguito del conte Ruggiero. Dagli scavi condotti nel corso del recente restauro, sia nel lato est che in quello nord, sono affiorate strutture murarie di epoche precedenti a quella normanna.
Il castello, presenta una grande corte, dove si affaccia la struttura residenziale fatta principalmente in due elevazioni.
Il piano terra è composto: da una stanza con volta a crociera che contiene un muro a faccia vista che originariamente fungeva da muro esterno. In questo sono visibili delle finestre e una porta d'ingresso a sesto acuto con sguanci della vecchia struttura medievale; Un grande salone diviso da due arcate a sesto acuto con colonna centrale; La cappella privata dove si ammira un bellissimo tabernacolo ligneo del primo decennio del '600, con colonnine corinzie che scandiscono prospettivamente lo spazio.
Esternamente alla cappella, un portale dà accesso al bastione, dove sono visibili i resti di un muro perimetrale.
Il secondo piano, raggiungibile esternamente da una scala in pietra di Billiemi, opera dell'architetto Matteo Carnalivari, è composto: dal salone delle feste, classico esempio di sala quattrocentesca con soffitto ligneo cassettonato, camino impreziosito con lo stemma dei La Grua ed ampie finestre con sedili addossati e dalla zona notte, composta da ambienti affrescati, in cui si può ammirare un bellissimo portone settecentesco decorato che caratterizza l'alcova.
Una scaletta circolare porta alle cucine, mentre un'altra attigua sale ai piani superiori. Dal lato ovest si accede ad una zona chiamata "Foresteria".
Per una scala si accede alla torre o maschio del castello. La torre continua con un soppalco ligneo dal quale una bifora con lo stemma degli Abbate permette di osservare il lato sud del paese. Qui la volta è a crociera con pennacchi terminanti anch'essi con pietra di Billiemi. Una scala, oggi non più esistente, permetteva l'uscita verso i merli del torrione. Da una porta, caratterizzata da un'arcata a sesto acuto, si esce in un piccolo terrazzo, creato recentemente, che permette di osservare il panorama della città.

#### Torri difensive costiere
- Torre Muzza, costruita del XVII secolo e localizzata sulla fascia costiera in zona Piraineto;

#### Torri difensive interne al territorio
- Torre Franco, costruita nel XVII secolo e localizzata dei pressi di Villagrazia di Carini;
- Torre Guardiola, costruita nel XVII secolo e localizzata dei pressi di Fondo Zucco;
- Torre di Vita, costruita nel XVIII secolo e localizzata nei pressi del centro storico.

#### Torri difensive inglobate in bagli
- Torre e tonnara Baglio, di cui la prima costruita nel XIII secolo e inglobata nel baglio nel XVI secolo, localizzati sulla fascia costiera in località Carborangeli;
- Torre e baglio Chiachea, costruiti nel XVI secolo e localizzati sulla fascia costiera in località Chiachea;
- Torre e baglio Milioti, costruiti nel XVI secolo e localizzati nei pressi della fascia costiera in località Milioti;
- Torre e baglio Aiello, costruiti nel XVIII secolo e localizzati nei pressi della località Parco degli ulivi;
- Fattoria lo Zucco, complesso costruito nel XVIII secolo, circondato da quattro torri difensive, famosa per la produzione di vini.

### Altro
La fontana è stata costruita intorno al 1600 quando il comune era in piena espansione e collocata in Piazza Duomo. Nel corso degli anni il monumento ha subito diverse modifiche che l'hanno trasformata nella forma e nel numero dei cannoli. Inizialmente il monumento era costituito da un corpo centrale attorniato da una vasca e quattro cannoli dai quali usciva acqua freschissima. Intorno al 1700 si appura l’aggiunta di un abbeveratoio e nell’Ottocento la fontana si presenta con un corpo centrale monumentale completo di giochi d'acqua e arricchita tutt'intorno da 10 cannoli da cui usciva continuamente acqua. L’ultimo intervento nei primi del 900 vede la progettazione di una nuova fontana. La realizzazione fu affidata all'ingegnere comunale Cottone. Gli ornamenti in bronzo furono realizzati dallo scultore Antonio Ugo mentre tutti i lavori bronzei vennero eseguiti dalla palermitana Fonderia Oretea

### Siti Archeologici

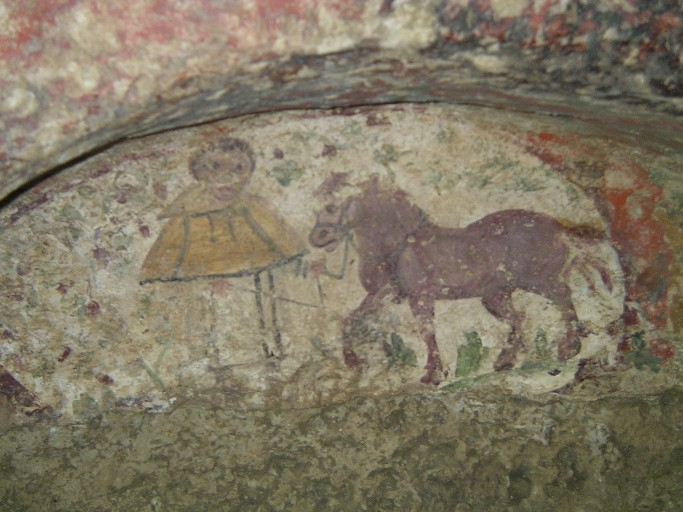
Catacomba paleocristiana di Villagrazia di Carini

Data la storia della città e i molteplici insediamenti nel territorio, Carini presenta numerose aree archeologiche, in cui sono stati ritrovati reperti di varie epoche storiche:
- Area Archeologica Baglio-Carburangeli: consiste in una fascia di terra, con estensione mediamente pari a 150 m, che a partire dal Baglio di Carini, si estende per circa un chilometro verso sud-ovest, costeggiando nel primo tratto la costa e poi proseguendo nell'entroterra fin presso la grotta di Carburangeli. All'interno delle tombe a fossa, oggi distrutte dalle costruzioni di alcuni edifici, sono stati rinvenuti reperti che rilevano l'occupazione del territorio sin dal III secolo a.C. I reperti, conservati in parte presso il Museo Nazionale di Palermo, consistono in fondi di anfore, macine in pietra lavica, frammenti di lucerne e una base di colonna di marmo di epoca tardo romana.
- Area archeologica contrada “S. Nicola”: durante gli scavi effettuati nella zona sono stati rinvenuti importanti reperti di epoca romana bizantina, fra cui un mosaico basilicale e una moneta bizantina dell'età di Giustiniano. Nei pressi della contrada, individuata come possibile sede della “Hyccara” descritta da Tucidide, nella costa ad est di Carburangeli, è stata scoperta una zona ricca di ceramiche del V sec. a.C.
- Area archeologica “Moscala”: vi sono presenti segni di un insediamento urbano, con tracce di mura, massi di tufo lavorato, utensili e frammenti di ceramica del III, IV e V sec. a.C.
- Area archeologica “Manico di Quarara”: è stata ritrovata una necropoli della civiltà Elima.
- Area archeologica “Ciachea”: nei pressi del confine tra Capaci e Carini si estende una vasta necropoli, risalente all'eneolitico, dove è stata ritrovata la ceramica “Bicchiere di Carini”, unica nella sua fattura, datata nel 4.000 a.C.

Di notevole importanza sono le catacombe rinvenute nei pressi di Villagrazia di Carini, che si estendono per circa 3.500 m² e confermano l'esistenza di una vasta comunità cristiana nel territorio e, probabilmente, di una sede vescovile.
Di notevole interesse sono le numerose grotte distribuite nel territorio, che hanno permesso il ritrovamento di numerosi resti di fauna preistorica.

### Aree naturali

#### Riserva naturale integrale Grotta di Carburangeli
La riserva è stata istituita dall'Assessorato Regionale al Territorio e Ambiente nel 1995 ed è stata affidata in gestione al Comitato Regionale Siciliano di Legambiente.
Ubicata nella pianura costiera di Carini, nei pressi di “Villagrazia di Carini”, consiste in una cavità a sviluppo prevalentemente orizzontale, di circa 400 metri costituita da vani.
Durante le campagne di scavo eseguite nel corso degli ultimi secoli all'interno della grotta di Carburangeli ed in altre cavità limitrofe, sono stati rinvenuti numerosi resti fossili appartenenti a specie animali estinte o scomparse dalla Sicilia come l'elefante, l'orso, la iena, il bisonte ed il cervo.

#### Riserva naturale integrale Grotta dei Puntali
La riserva è stata istituita dall'Assessorato Regionale al Territorio e Ambiente nel 2001.
La grotta, che si apre nella roccia calcarea mesozoica delle falde di Monte Pecoraro, è di elevato interesse paleontologico documentato da rinvenimenti che vanno dal paleolitico superiore all'età del bronzo.
Dal punto di vista naturalistico, il sito rappresenta un'importante stazione per la sopravvivenza di una colonia polispecifica di chirotteri ed ospita una fauna cavernicola costituita da specie troglofile e troglossone.

## Società

### Evoluzione demografica
Abitanti censiti

In estate gli abitanti della città sono circa 100.000 unità, per via dei molti palermitani e turisti che villeggiano nel territorio di Carini.

### Tradizioni e folclore
Il patrono di Carini è stato a lungo San Vito, fin quando Carini passò dalla diocesi di Mazara del Vallo a quella di Monreale, quando il Santissimo Crocifisso divenne l'effettivo patrono e viene festeggiato con una grande festa che dura tre giorni (12-13-14 settembre). Ogni anno, durante la Domenica delle Palme, per le strade di Carini si svolge la Via Crucis, spettacolo fatto dai semplici cittadini (e non da attori) che fa rivivere le ultime ore di vita di Gesù (dall'Ultima Cena alla crocifissione).
A Pasqua, il venerdì santo, si svolge una delle più belle e suggestive processioni: l'urna con il Cristo Morto e la statua della Madonna Addolorata vengono portate a spalla dai Confratelli della Congregazione dei 33, i quali curano anche tutti i riti connessi alla Settimana Santa. Particolarmente emozionante è il dondolio della vara che dura circa un'ora (dalle 24.00 all'1.00) per percorrere il breve tratto che dal Corso Umberto porta alla chiesa del Rosario.
Durante la processione del venerdì santo, ai lati dell'urna del Cristo Morto e della vara della Madonna Addolorata vi sono da sempre i Carabinieri in GUS (Grande Uniforme Speciale), impiegati dalla locale Stazione di Carini, e in particolare sono tutti Carabinieri nativi di Carini, che per devozione a questa suggestiva processione, vengono in licenza da lontano o da comuni  limitrofi, per partecipare, la sera del venerdì Santo di tutti gli anni a questo grande evento religioso.
Altre manifestazioni folkloriche sono: San Giuseppe con le sue "tavolate", il Corpus Domini, giorno in cui sono allestiti decine di altari magnifici, la festa della Madonna del Carmine (terza domenica di luglio) con la festosa "acchianata", la processione della Madonna del Rosario (prima domenica di ottobre), la festa dei santi Cosma e Damiano, (seconda domenica di ottobre) che da alcuni anni è gemellata con l'omonima festa di Sferracavallo, essa è ormai la seconda festa, per numero di partecipanti, della città. Ogni anno, durante le feste natalizie, presso il Castello di Carini, si inscena il Presepe vivente, fatto dai cittadini della città. Nei giorni della novena di Natale, in chiesa Madre, si canta, la sera, "u viaggiu dulurusu di Maria e lu so spusu" un canto in siciliano, settecentesco, di Binidittu Annuleru.
Altra suggestiva manifestazione era il vecchio Carnevale che si è potratto sino alla fine degli anni 90 e che allietava l'intera città con maschere e coriandoli per le strade. Il periodo di carnevale si svolgeva nel mese di febbraio e alle volte anche ai primi di marzo, di cui quattro giovedì compreso il giovedì grasso, quattro sabati e quattro domeniche, ed infine c'erano gli ultimi tre giorni. Di giorno la città era stracolma di persone vestite in maschera, girando per le vie con carretti attrezzati per l'occasione e facendo scherzi ai passanti. Le strade, la sera e tutta la notte, erano stracolme di persone vestite in maschera, l’evento richiamava gente anche dai comuni limitrofi. Le persone addobavano le stanze delle abitazioni, garage e sale, con festoni, stelle filanti, luci colorate come in una discoteca, ricevendo la sera fino a notte inoltrata le persone in maschera e diffondendo attraverso giradischi e impianti sonori casalinghi o professionali la musica del momento. A volte alcuni gruppi organizzati erano soliti girare e portare con loro un disco in vinile 45 giri che invitavano a suonare nella sala dove entravano, al suono della loro musica proponevano balli con coreografie da loro inventate riscuotendo successo. Al termine dell’esibizione i proprietari della sala offrivano loro un rinfresco ristoratore. Negli anni ‘60 vi era l’abitudine per alcuni ragazzi mascherati di recarsi nella sala dove erano certi che avrebbero trovato la ragazza con la quale avrebbero voluto instaurare un rapporto di fidanzamento, in tale occasione portavano con loro una canna da pesca al cui amo era attaccato un panierino in vimini e dopo qualche momento di scherzo con i presenti iniziavano a lanciare il panierino verso la ragazza di loro interesse facendo in modo prima o poi di fargli afferrare il panierino che conteneva un biglietto con scritta la dichiarazione d’amore.
Altra manifestazione importante a Carini, era il Carnevale del Fanciullo che si svolgeva tutti gli anni, presso il vecchio ex Cinema Eden, attualmente intitolato "Sala Totuccio Aiello" in memoria di una grande persona del luogo. La manifestazione si svolgeva con tanti bambini che sfilavano nell'occasione mettendo all'opera il migliore costume di carnevale.

## Geografia antropica

### Urbanistica
Dal punto di vista urbanistico, Carini presenta un assetto medievale e un assetto moderno. Il primo ha come riferimento il castello, attorno al quale si estende l'antico borgo, con la chiesa di S. Giuliano, i magazzini baronali e l'edificio comunale. Il complesso era un tempo circondato da una cinta muraria, di cui la porta a sesto acuto antistante il convento di S. Vincenzo, oggi è la sola testimonianza.
Il secondo invece, nasce nel secondo dopoguerra quando, abbandonata quasi totalmente l'agricoltura, l'espansione della città si è spostata nella zona pianeggiante e periferica del territorio comunale.
Il primo ampliamento del borgo si ha nel XV secolo, con l'urbanizzazione di “Piano Cardoni”, l'odierna piazza del Duomo, ma è nel XVI secolo, in coincidenza con il risveglio dell'economia (soprattutto agricola) del territorio e con l'impulso dato da Vincenzo II La Grua all'immagine del feudo, che comincia il vero e consistente processo di urbanizzazione del territorio. Sorgono così, palazzi gentilizi, chiese e conventi e vengono effettuate le prime lottizzazioni destinate ad abitazioni civili.
La regolarizzazione cinquecentesca dell'impianto urbano porta alla prima definizione di assi portanti e del grande piano antistante il Duomo, inteso come centro della “Croce delle strade”. I nuovi assi stradali permettono la realizzazione di nuovi rioni nelle aree limitrofe la “Terra Vecchia”, che rendono il semplice borgo un'articolata cittadina. Con la costruzione, nel 1745, della “via Lunga” (oggi corso Garibaldi), comincia l'espansione della città nell'intera collina. Il processo di urbanizzazione della zona pianeggiante della città, avviene negli anni sessanta, favorito dalla costruzione di nuovi assi viari, che collegano la città al capoluogo.

## Economia

### Agricoltura e pesca
Benché il settore primario nel comune è stato prevalentemente abbandonato, ancora oggi vi sono coltivazioni e produzioni di agrumi (per lo più limoni) e ulivi. In forma minore vi è ancora una produzione di frutta secca come: noci, mandorle e fichi ma riguardano una produzione locale e non d'esportazione. La pesca, in passato rigogliosa, oggi è prevalentemente di vendita locale o di tipo sportivo, anche a causa dell'impoverimento e inquinamento delle acque bagnati il territorio.

### Industria
Il principale ed unico polo industriale di Carini, è l'area ASI, localizzata nei pressi di contrada Ciachea. In passato fiorente (anche perché indotto dello Stabilimento Fiat di Termini Imerese), oggi vede il declino, specialmente dopo la chiusura di importanti plessi industriali come: Imesi - AnsaldoBreda, azienda italiana specializzata nella produzione di carrozze ferroviarie, nonché di tutte quelle industrie specializzate nella costruzione di parti auto. oggi l'area industriale vede maggiormente la costruzione di centri commerciali, magazzini di smisto e catene alimentari.

## Infrastrutture e trasporti
La città conta tre svincoli autostradali (Carini, Villagrazia di Carini, Montelepre-Zucco) e l'attraversamento della S.S. 113, che permettono un semplice e rapido collegamento con il capoluogo, con l'aeroporto internazionale “Falcone e Borsellino” e con i comuni limitrofi del versante ovest. Le Strade Provinciali 1, 1 bis, 40, 3 e 3 bis permettono invece il collegamento con i comuni limitrofi del versante sud ed est.
La linea ferroviaria (Palermo-Trapani) presenta invece quattro stazioni nel territorio: Carini Torre Ciachea, Carini, Piraineto e Lo Zucco – Montelepre, quest'ultima ormai dismessa.

## Media

### Radio
Emittenti non più attive:
- Più Radio
- Radio Carini Uno
- Radio Carini Uno Network (evoluzione di Radio Carini Uno)
- Radio Carini Centrale
- Radio Iccara
- Radio Palo Alternativa
- Radio Popolare
- Radio Pentagona
- Radio Samarcanda
- Radio Villagrazia One

### Televisione
Emittenti non più attive:
- Carini TV
- Tele Radio Carini
- Video 90
- Video Radio Iccara

## Amministrazione
Di seguito è presentata una tabella relativa alle amministrazioni che si sono succedute in questo comune.
| Periodo          | Periodo          | Primo cittadino      | Partito              | Carica              | Note  |
| ---------------- | ---------------- | -------------------- | -------------------- | ------------------- | ----- |
| 13 marzo 1988    | 22 giugno 1990   | Antonino Russo       | Democrazia Cristiana | Sindaco             | [ 8 ] |
| 22 giugno 1990   | 2 ottobre 1992   | Ambrogio Amato       | Democrazia Cristiana | Sindaco             | [ 8 ] |
| 15 dicembre 1992 | 6 dicembre 1993  | Ferdinando Pioppo    |                      | Comm. straordinario | [ 8 ] |
| 7 dicembre 1993  | 1 dicembre 1997  | Antonino Mannino     | lista civica         | Sindaco             | [ 8 ] |
| 1 dicembre 1997  | 10 dicembre 1999 | Salvatore Monterosso | centro-destra        | Sindaco             | [ 8 ] |
| 10 dicembre 1999 | 19 gennaio 2000  | Umberto Lo Conte     |                      | Comm. straordinario | [ 8 ] |
| 19 gennaio 2000  | 17 aprile 2000   | Salvatore Milio      |                      | Comm. straordinario | [ 8 ] |
| 17 aprile 2000   | 17 maggio 2005   | Gaetano La Fata      | centro               | Sindaco             | [ 8 ] |
| 17 maggio 2005   | 15 giugno 2010   | Gaetano La Fata      | centro-destra        | Sindaco             | [ 8 ] |
| 15 giugno 2010   | 15 giugno 2015   | Giuseppe Agrusa      | centro-destra        | Sindaco             | [ 8 ] |
| 15 giugno 2015   | 19 ottobre 2020  | Giuseppe Monteleone  | centro-sinistra      | Sindaco             | [ 8 ] |
| 19 ottobre 2020  | in carica        | Giuseppe Monteleone  | centro-sinistra      | Sindaco             | [ 8 ] |

## Sport

### Calcio
La principale squadra di calcio della città è dal 27 settembre 1969, l'A.S.D. Città di Carini che milita nel girone A siciliano di Prima Categoria. I colori sociali sono: il rosso e blu.

### Pallavolo
La principale squadra di pallavolo è l'A.D. Polisportiva Laide, storica società presente da un trentennio nel panorama pallavolistico regionale. La stagione sportiva 2015/2016 si è conclusa con la vittoria sia del campionato di I Divisione Maschile e la conseguente promozione al campionato regionale di serie D per la stagione 2016/2017. I colori sociali sono: Bianco e Blu.

## Nella cultura popolare
Nell'anno 1563 Laura Lanza di Trabia, moglie di Vincenzo II La Grua, venne uccisa per mano del padre Don Cesare Lanza. L'evento  rimase a lungo nella memoria popolare ricordato dalla canzone L'amaro caso della baronessa di Carini.
A Carini è ambientato anche il romanzo Angelo d'Edimburgo dello scrittore Fabio Casadei Turroni. Vi si sono inoltre girate alcune scene cinematografiche in “L’ammazzatina” del 1974 (corteo funebre lungo Corso Umberto I) e “Porte aperte“ del 1990 (nel cimitero cittadino)